# جان كرافت
جان كرافت (بالإنجليزية: Jean Kraft)‏ هي مغنية ومغنية أوبرا أمريكية، ولدت في 9 يناير 1940 في ميناشا في الولايات المتحدة.

## وصلات خارجية
- جان كرافت على موقع IMDb (الإنجليزية)
- جان كرافت على موقع ميوزك برينز (الإنجليزية)
- جان كرافت على موقع أول ميوزيك (الإنجليزية)
- جان كرافت على موقع ديسكوغز (الإنجليزية)